# 元州及蘇屋
元州及蘇屋（英語：Un Chau & So Uk）是香港深水埗區議會曾使用過的選區，2011年設立，取消前代號F18，唯一一位區議員為民主建港協進聯盟成員陳偉明，2019年分拆為元州選區及蘇屋選區。

## 範圍
取消時選區範圍包括元州邨、蘇屋邨和兩者之間介乎長發街、元洲街、興華街及青山道的私人樓宇，與其相連的選區有李鄭屋、寶麗、幸福、荔枝角北和龍坪及上白田，選區名稱由元州邨和蘇屋邨組成。

## 沿革
2010年選管會因應房屋署清拆蘇屋邨並以元州邨作接收屋邨為由，將元州選區的元州邨跟蘇屋選區的蘇屋邨合併成為元州及蘇屋選區，而元州選區的幸福邨則與蘇屋選區的私人住宅大廈劃為幸福選區。
2011年區議會選舉，當時估算約21,293人，其中有12,296位選民，議席由民建聯成員陳偉明、民協成員施德來和社會主義行動成員鄧美晶爭奪，最終陳偉明以3,403票擊敗兩個對手勝出。由於投票站設於鄰近蘇屋邨的佛教大雄中學，不論劃界或者票站安排被指是為原蘇屋選區區議員度身訂造，助其增加選舉勝算。未有將蘇屋邨整體中劃入鄰近而人口較少的李鄭屋選區，但只將蘇屋邨茶花樓劃入李鄭屋選區，有意見認為是傑利蠑螈的例子。
2015年區議會選舉，蘇屋邨完成清拆，部分居民遷入位於寶麗選區的元州邨第五期，本區人口估算下降至約18,626人，議席由民建聯成員陳偉明、熱血公民成員方智龍爭奪，民協和社會主義行動未有派員參選，熱血公民被視為激進派，未能吸引泛民主流支持，故陳偉明可分身支援鄰近的寶麗、麗閣及幸福建制派候選人，最終陳偉明以3,491票擊敗方智龍勝出。值得留意的是投票站並非重用佛教大雄中學，而改設於鄰近元州邨的長沙灣體育館。2016年陳在建制派支持下，當選深水埗區議會副主席。
2019年區議會選舉，由於蘇屋邨重建完成，區內人口大幅增加，選舉管理委員會決定將本選區還原為元州選區及蘇屋選區，而陳偉明則於元州選區參選，蘇屋選區則交由黨友參選。

## 歷屆議員
| 屆別           | 議員   | 政治聯繫 | 政治聯繫 |
| -------------- | ------ | -------- | -------- |
| 2012年－2015年 | 陳偉明 |          | 民建聯   |
| 2016年－2019年 | 陳偉明 |          | 民建聯   |

## 歷屆選舉結果
| 政党   | 政党             | 候选人    | 票数  | %     | ±      |
| ------ | ---------------- | --------- | ----- | ----- | ------ |
|        | 民主建港協進聯盟 | ①. 陳偉明 | 3,491 | 75.06 | ▲16.82 |
|        | 熱血公民         | ②. 方智龍 | 1,160 | 24.94 | 不適用 |
| 多数票 | 多数票           | 多数票    | 2,231 | 50.12 | ▲25.20 |

| 政党   | 政党             | 候选人    | 票数  | %     | ±      |
| ------ | ---------------- | --------- | ----- | ----- | ------ |
|        | 社會民主連線     | ①. 鄧美晶 | 493   | 8.44  | 不適用 |
|        | 民協             | ②. 施德來 | 1,947 | 33.32 | 不適用 |
|        | 民主建港協進聯盟 | ③. 陳偉明 | 3,403 | 58.24 | 不適用 |
| 多数票 | 多数票           | 多数票    | 1,456 | 24.92 | 不適用 |